# Sonia y Selena
Sonia y Selena és un duet femení de pop format l’any 2000, integrat per Sonia Basseda Cárdenas, més coneguda com a Sonia Madoc (Barcelona, 23 d’octubre de 1974), i Bárbara Selena Rodríguez Parra, més coneguda com a Selena Leo (Castelló, 23 d’agost de 1975).
Van fer el salt a la fama amb el seu àlbum Yo quiero bailar, publicat el 2001. Però un any més tard, a mitjan 2002, el grup es va dissoldre i ambdues van començar les seves carreres en solitari. Es van tornar a unir l’any 2011 per tornar a gravar l’èxit Yo quiero bailar, amb motiu del desè aniversari.
El 2024, van confirmar el seu retorn amb una nova gira, que havia de començar el 26 d’octubre al Festival Loco Bongo de Barcelona, celebrat al Palau Sant Jordi.  Un mes més tard, es va anunciar la seva participació en el Benidorm Fest 2025.

## Història

### 2000-2002: Èxit,Yo quiero bailari dissolució
El duet format per Sonia y Selena va néixer l’any 2000. Les dues joves, de 26 i 25 anys respectivament, van participar en la preselecció espanyola per a Eurovisió 2001, però no van ser seleccionades. Posteriorment, van publicar el seu primer àlbum d’estudi, Yo quiero bailar, del qual van vendre més d’1.500.000 còpies a Espanya i Llatinoamèrica durant l’estiu de 2001. Amb aquest disc van aconseguir diversos Discos d'Or i de Platí. El senzill principal ha aparegut en múltiples recopilatoris d’estiu, com Disco Estrella 2001 i Caribe 2001. La cançó es va convertir en la cançó de l'estiu d’aquell any i va tenir un gran èxit i repercussió arreu d’Europa.
Un cop acabat l’any amb nombrosos premis, van començar a circular rumors sobre una possible separació del grup, que van ser confirmats pels mateixos membres durant els primers mesos de 2002. Els motius de la separació van ser les baralles constants i el xoc de caràcters. Finalment, el duet es va dissoldre la primavera de 2002.

### 2011: Retrobament
L’any 2010, Sonia Madoc va voler reunir el duet Sonia y Selena per celebrar el desè aniversari del grup. Els rumors sobre la seva tornada es van confirmar finalment quan se les va veure entrant en una sessió de fotos i van penjar a les xarxes socials algunes de les imatges fetes a l’estudi de música.
L’any 2011, van tornar com a candidates per representar novament Espanya a Eurovisió, però, després de no complir la normativa del càsting, TVE va decidir excloure-les, a elles i a altres artistes. Aquell estiu, van presentar dues noves versions del seu èxit Yo quiero bailar. La primera, titulada Yo quiero bailar 2011 Reloaded Radio Mix, va ser adaptada al gènere EDM;  i la segona, Yo quiero bailar XTM Radio Mix, al gènere house-electrònic, sota el segell Blanco y Negro Music.
Finalment, Selena Leo va decidir abandonar definitivament el duet, i el retorn va quedar com un regal puntual per als fans. Va ser l’any següent quan Sonia, ja sense Selena, va gravar un nou tema que inicialment havien de gravar plegades per donar continuïtat al projecte: Bienvenido a la fiesta, amb l’objectiu de recuperar l’èxit assolit amb Yo quiero bailar.

### 2024: Retorn i Benidorm Fest 2025
Després d’una llarga etapa en què ambdues han continuat amb els seus projectes en solitari, Sonia i Selena van anunciar el seu retorn el juny de 2024. El retorn del duet ha estat impulsat per la insistència dels seus seguidors i per les propostes rebudes de diversos festivals durant l’últim any, així com pel desig de retrobar-se, tant en l’àmbit professional com personal. Totes dues van concedir una entrevista al mitjà 20 minutos, on Sonia va dir que se sentia «amb energies renovades» i amb «il·lusió d’actuar juntes de nou». Selena, per la seva banda, va manifestar que el retrobament «neix des de la serenor, des de l’amor i des de l’agraïment als nostres fans».
El 12 de novembre de 2024, es van anunciar com a participants del Benidorm Fest 2025, programa per a triar a la cançó que representaria Espanya en el Festival de la Cançó d'Eurovisió 2025.

## Carreres en solitari
Selena va començar la seva carrera en solitari amb dos discos que van obtenir un altre Disc d'Or per vendre més de 100.000 còpies. El 2005 va participar en la segona edició del programa de telerealitat La Granja, i va ser la segona expulsada.
Sonia després de sis anys retirada de l'esfera pública, va tornar el 2007 i va anunciar la preparació d'un nou disc pop dance a l'estil de Sonia y Selena per a l'estiu de 2008, disc que finalment no va veure la llum a les botigues físiques, però sí a Internet.
Així i tot, els intents de totes dues per recuperar l'èxit de vendes i el nombre de seguidors d'abans no van tenir èxit. Selena ha aparcat la seva carrera musical en solitari i es dedica a altres projectes.